# Sven Utterström
Sven Ludvig „Uttern“ Utterström (* 16. Mai 1901 in Boden; † 7. Mai 1979 ebenda) war ein schwedischer Skilangläufer.

## Werdegang
Utterström, der für den Bodens BK startete, belegte im Jahr 1924 den fünften Platz und siegte im Jahr 1925 beim Wasalauf. 1926 und 1928 wurde er jeweils Zweiter und 1927 Fünfter beim Wasalauf. Bei den Olympischen Winterspielen 1928 in St. Moritz belegte er den neunten Platz über 18 km. Im folgenden Jahr siegte er im 50-km-Lauf beim Holmenkollen Skifestival und errang bei den Lahti Ski Games den zweiten Platz im Rennen über 50 km. Er wurde daraufhin mit der Svenska-Dagbladet-Goldmedaille geehrt. Bei den Nordischen Weltmeisterschaften 1930 in Oslo holte er die Goldmedaille über 50 km. Zudem errang er den neunten Platz über 17 km. Bei den Olympischen Winterspielen 1932 kam er auf den sechsten Platz im Lauf über 50 km und gewann über 18 km die Goldmedaille. Im folgenden Jahr holte er bei den Nordischen Weltmeisterschaften 1933 in Innsbruck die Silbermedaille über 50 km und die Goldmedaille mit der Staffel. Zudem wurde er Fünfter über 18 km. Bei schwedischen Meisterschaften wurde er viermal Meister über 30 km (1922, 1928, 1930, 1933).

## Erfolge

### Olympische Winterspiele
- 1932 in Lake Placid: Gold über 18 km

### Weltmeisterschaften
- 1930 in Oslo: Gold über 50 km
- 1933 in Innsbruck: Gold mit der Staffel, Silber über 50 km